# Niya (häradshuvudort i Kina, Xinjiang Uygur Zizhiqu, lat 37,07, long 82,69)
Niya (kinesiska: 尼雅, 民丰, 民丰县) är en häradshuvudort i Kina. Den ligger i den autonoma regionen Xinjiang, i den nordvästra delen av landet, omkring 860 kilometer sydväst om regionhuvudstaden Ürümqi. Antalet invånare är 33 932. Befolkningen består av 16 593 kvinnor och 17 339 män. Barn under 15 år utgör 22,0 %, vuxna 15-64 år 73 %, och äldre över 65 år 4,0 %.
Trakten runt Niya är nära nog obefolkad, med mindre än två invånare per kvadratkilometer. Niya är det största samhället i trakten. Trakten runt Niya består till största delen av jordbruksmark.
Genomsnittlig årsnederbörd är 47 millimeter. Den regnigaste månaden är juni, med i genomsnitt 18 mm nederbörd, och den torraste är april, med 1 mm nederbörd.